# George F. Rogers

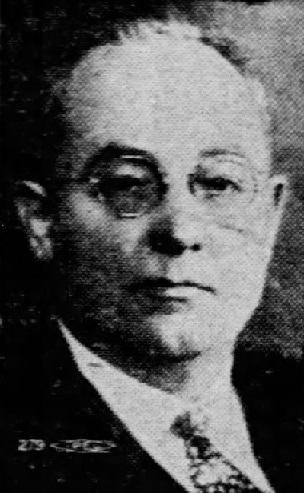
Foto von George F. Rogers

George Frederick Rogers (* 19. März 1887 in Ontario, Kanada; † 20. November 1948 in Cobourg, Kanada) war ein US-amerikanischer Politiker. Zwischen 1945 und 1947 vertrat er den Bundesstaat New York im US-Repräsentantenhaus.

## Werdegang
George Rogers besuchte die öffentlichen Schulen seiner kanadischen Heimat und in Rochester im Staat New York. Seit 1899 lebte er in Rochester, wo er zwischen 1911 und 1943 Lebensmittelhändler war. Gleichzeitig schlug er als Mitglied der Demokratischen Partei eine politische Laufbahn ein. In den Jahren 1934 und 1935 war er Bezirksrat im Monroe County; von 1937 bis 1938 saß er im Senat von New York. Zwischen 1942 und 1948 gehörte er der Genesee State Park Commission an.
Bei den Kongresswahlen des Jahres 1944 wurde Rogers im 40. Wahlbezirk von New York in das US-Repräsentantenhaus in Washington, D.C. gewählt, wo er am 3. Januar 1945 die Nachfolge des Republikaners Walter G. Andrews antrat. Da er im Jahr 1946 nicht bestätigt wurde, konnte er bis zum 3. Januar 1947 nur eine Legislaturperiode im Kongress absolvieren. Während dieser Zeit endete der Zweite Weltkrieg.
Im Jahr 1948 bewarb sich George Rogers erfolglos um die Rückkehr in den Kongress. Er starb wenig später am 20. November dieses Jahres in Cobourg und wurde in Rochester beigesetzt.